# هنري كورك
هنري كورك (بالإنجليزية: Henry Crook)‏ (1802 - 17 أغسطس 1886) هو لاعب كريكت بريطاني (وحمل سابقاً جنسية المملكة المتحدة لبريطانيا العظمى وأيرلندا).